# Quinta da Granja (Lisboa)

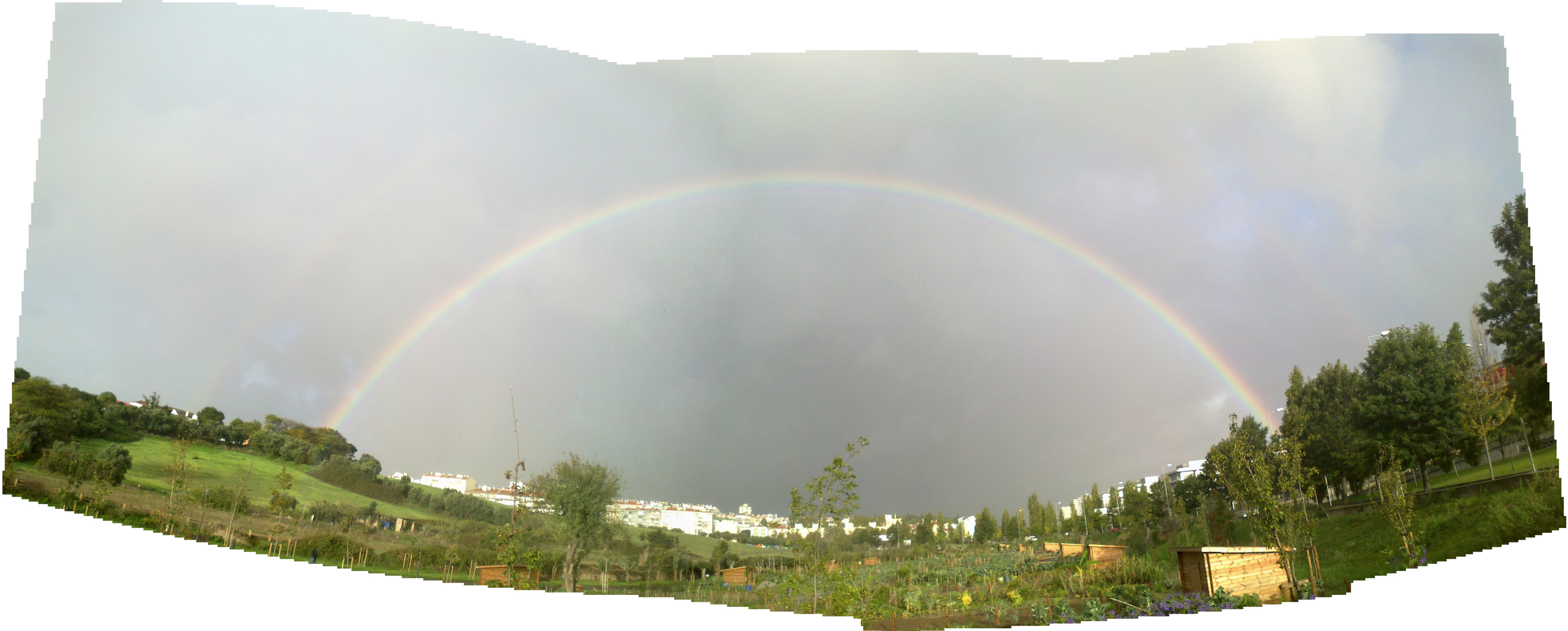

A Quinta da Granja situa-se em Benfica, no concelho de Lisboa. Fica perto da Estrada de Benfica, no cimo de uma pequena elevação.
Nos finais do século XVII, a Quinta era propriedade de D. Inácia da Cunha, que a deixou a sua sobrinha D. Susana Barbosa de Lima, que a terá vendido a João Coelho de Melo, testamenteiro de sua tia.
Em 1703, João Coelho de Melo mandou edificar a casa no cimo de uma pequena elevação e em volta ia plantar um grande jardim. O edifício teria dois pisos, cujas divisões se abririam em volta de um amplo pátio interior, bem ao estilo mediterrânico.
D. João Pedro da Câmara ficou com a quinta em 1795, que em 1812 passou para D. Luís da Câmara. Alguns anos depois, mais precisamente em 1884, D. Duarte Manuel de Noronha comprou a casa.